# José Montero Iglesias
José Montero Iglesias (Ciudad Rodrigo, 1878-Guadarrama, 20 de julio de 1920) fue un escritor y periodista español, padre del también escritor José Montero Alonso.

## Biografía
Aunque mirobrigense de nacimiento, vivió en Santander y en Madrid donde trabajó en periódicos y revistas como El Diario Montañés, La Esfera, Nuevo Mundo o Mundo Gráfico.
Amigo y admirador de Benito Pérez Galdós y de José María de Pereda, escribió poesía (Yelmo florido, 1918), teatro (Soledad, paso de comedia, 1909; y la zarzuela El patio de Monipodio, de inspiración cervantina, escrita junto con Francisco Moya Rico, con música de Ricardo Villa, estrenada en 1919 e impresa en 1922. De su producción de narrativa corta pueden citarse: La sombra de Otelo (1916) o Carne y mármol (1917). Fue el primero en escribir una biografía de Pereda: Pereda. Glosas y comentarios de la vida y de los libros del Ingenioso Hidalgo montañés; también escribió la del héroe de 1808 Velarde.
Murió de tuberculosis a los cuarenta y dos años de edad en un sanatorio de Guadarrama. Fue padre de José Montero Alonso, abuelo de José Montero Padilla y bisabuelo del profesor José Montero Reguera.

## Obras
- Narrativa: Soledad, La sombra de Otelo, Carne y mármol, Yelmo florido, El Solitario de Proaño.
- Teatro: El patio de Monipodio y Un voluntario realista, adaptación en verso del episodio galdosiano de igual título.
- Biografía: de José María de Pereda y de Ángel de los Ríos.